# Challenger de Winnetka 2017

El torneo Nielsen Pro Tennis Championships 2017 fue un torneo profesional de tenis. Perteneció al ATP Challenger Series 2017. Se disputó en su 26ª edición sobre superficie dura, en Winnetka, Estados Unidos entre el 11 al el 16 de julio de 2017.

## Jugadores participantes del cuadro de individuales
| Favorito | País                      | Jugador             | Rank1 | Posición en el torneo |
| -------- | ------------------------- | ------------------- | ----- | --------------------- |
| 1        | Bandera de Estados Unidos | Tennys Sandgren     | 106   | Cuartos de final      |
| 2        | Bandera de Estados Unidos | Taylor Fritz        | 128   | Segunda ronda         |
| 3        | Bandera de Estados Unidos | Dennis Novikov      | 175   | Primera ronda         |
| 4        | Bandera de Suiza          | Marco Chiudinelli   | 183   | Primera ronda         |
| 5        | Bandera de la India       | Ramkumar Ramanathan | 184   | FINAL                 |
| 6        | Bandera de Estados Unidos | Michael Mmoh        | 185   | Segunda ronda         |
| 7        | Bandera de Estados Unidos | Mitchell Krueger    | 189   | Segunda ronda         |
| 8        | Bandera de Estados Unidos | Denis Kudla         | 191   | Primera ronda         |

- 1 Se ha tomado en cuenta el ranking del 3 de julio de 2017.

### Otros participantes
Los siguientes jugadores recibieron una invitación (wild card), por lo tanto ingresan directamente al cuadro principal (WC):
- JC Aragone
- Christopher Eubanks
- Tom Fawcett
- Strong Kirchheimer

Los siguientes jugadores ingresan al cuadro principal tras disputar el cuadro clasificatorio (Q):
- Aron Hiltzik
- Dennis Nevolo
- Martin Redlicki
- Logan Smith

## Campeones

### Individual Masculino
- Akira Santillan derrotó en la final a  Ramkumar Ramanathan, 7–6(1), 6–2

### Dobles Masculino
- Sanchai Ratiwatana /  Christopher Rungkat derrotaron en la final a  Kevin King /  Bradley Klahn, 7–6(4), 6–2